# 赤緑連合 (デンマーク)
赤緑連合(Enhedslisten - De Rød-Grønne)は、デンマークの左翼政党。党の正式名を直訳すると統一名簿 - 赤と緑である。1989年に左翼社会党、共産党、社会主義労働党などが選挙協力のために作った政党連合をいう。つまり正式な政党組織は各党が独立したまま存続している。緑を名乗ってはいるが、国際的な緑の党との交流は無い。
- 民主主義を利用した資本主義体制転換
- 環境問題の重視
- あらゆる民営化路線に反対
- アメリカの軍事行動に反対
- 新自由主義、軍国主義の手先であるEUに反対
- イラク戦争に絶対反対